# Lieve Van Daele
Lieve Van Daele (Sint-Niklaas, 4 december 1963) is een Belgisch politica voor CD&V.

## Biografie
Van Daele groeide op in Sint-Niklaas als dochter van CVP-politici. Haar vader Staf Van Daele was er schepen en haar moeder Mariette Van Overloop provincieraadslid in Oost-Vlaanderen. Haar broer Rik Van Daele werd later bekend als Reynaertsspecialist.
Haar secundair onderwijs doorliep ze aan het Instituut Berkenboom te Sint-Niklaas. Ze behaalde in 1985 een licentie in de Germaanse filologie aan de KU Leuven en vervolgde studies in de Godsdienstwetenschappen, die ze in 1988 voltooide met het behalen van haar licentiaatsdiploma. Nadien werkte ze van 1988 tot 1999 als leerkracht Engels en godsdienst in de katholieke middelbare school De Heilige Familie in Sint-Niklaas. Tijdens een loopbaanonderbreking bij de geboorte van haar twee jongste kinderen studeerde ze in 2003 af als licentiate in de seksuologie aan de KU Leuven. In de jaren nadien begeleidde ze tot aan haar overstap naar de politiek als seksuologe mannen en vrouwen met relationele, seksuele en fertiliteitsproblemen.
In oktober 2006 werd Lieve Van Daele in haar gemeente Sint-Niklaas voor de CD&V verkozen tot gemeenteraadslid, wat ze bleef tot eind 2018. Van januari 2007 tot december 2012 was ze er schepen met de bevoegdheden cultuur, onderwijs, evenementen en emancipatie. Van december 2007 tot mei 2010 zetelde ze eveneens voor de kieskring Oost-Vlaanderen in de Kamer van volksvertegenwoordigers, eerst als opvolger van minister van Defensie Pieter De Crem en nadien als permanente vervanger voor Peter Leyman. Ze was effectief lid van de commissie voor volksgezondheid en maatschappelijke vernieuwing. Bij de gemeenteraadsverkiezingen in oktober 2012 trok ze de CD&V-lijst, maar haar partij moest de duimen leggen voor een coalitie van N-VA met sp.a-Groen.
Na haar loopbaan als schepen was Van Daele van januari 2013 tot juli 2014 adviseur voor cultuur op het kabinet van Vlaams minister Joke Schauvliege. Van 2014 tot 2015 was ze lector godsdienstdidactiek in de lerarenopleiding aan de Odisee Hogeschool en van september 2015 tot juni 2017 directeur van de middelbare school De Heilige Familie te Sint-Niklaas. Sinds september 2017 is ze bisschoppelijk gedelegeerde voor Katholiek Onderwijs Vlaanderen in het bisdom Gent. Op 20 maart 2018 werd ze bestuursvoorzitter van Thomas, een website voor godsdienstonderwijs verbonden aan de Katholieke Universiteit Leuven.
Lieve Van Daele is gehuwd en moeder van vier kinderen, onder wie Lore Baeten.